# Augusta Savage
Pour les articles homonymes, voir Savage.
Augusta Savage, née Augusta Christine Fells le 29 février 1892 à Green Cove Springs en Floride et morte le 26 mars 1962 à New York, est une sculptrice afro-américaine, figure majeure du mouvement de la Renaissance de Harlem.

## Biographie
Née en 1892 à Green Cove Springs en Floride,, Augusta Savage est la septième des quatorze enfants de Cornelia Murphy et d'Edward Fells, un pasteur méthodiste qui s'opposait fermement à l'intérêt précoce de sa fille pour l'art,,.
En 1920, elle part s'installer à New York pour étudier la sculpture à la Cooper Union, un établissement d'enseignement supérieur situé dans le quartier de Lower Manhattan.
Après un premier refus, liés à des préjugés racistes, en 1930  pour l'obtention d'une bourse permettant d'étudier la sculpture à Paris, elle ne renonce pas, réagit, met en cause le comité d'admission et bénéficie finalement d'une bourse. À Paris, elle travaille avec le sculpteur Félix Benneteau-Desgrois, à l'Académie de la Grande-Chaumière. Elle étudie également avec le sculpteur Charles Despiau. Elle expose et remporte deux fois des prix au Salon de Paris et à une Exposition. Elle parcourt la France, la Belgique et l'Allemagne, à la recherche de sculptures dans les cathédrales et les musées.
Savage retourne aux États-Unis en 1931, stimulée par ses études et ses réalisations. Mais la Grande Dépression y a presque stoppé les ventes d'œuvres d'art. Elle persévère et, en 1934, devient la première artiste afro-américaine à être élue à la National Association of Women Painters and Sculptors (Association nationale des femmes peintres et sculptrices). Elle lance le Savage Studio of Arts and Crafts, situé dans un sous-sol de la 143e rue ouest à Harlem. Elle ouvre son studio à tous ceux qui veulent peindre, dessiner ou sculpter. Parmi ses nombreux jeunes élèves figurent les futurs artistes ou enseignants de renommée nationale comme Jacob Lawrence, ou encore Norman Lewis. Elle a également pour élève le sociologue Kenneth B. Clark, dont les recherches ont contribué à l'arrêt de la Cour suprême de 1954 dans l'affaire Brown v. Board of Education, qui a déclaré la ségrégation scolaire anticonstitutionnelle. En 1937, Savage devient directrice du Harlem Community Art Center ; 1 500 personnes de tous âges et de tous niveaux participent à ses ateliers, et exposent leurs œuvres dans toute la ville de New York. Les fonds de la Work Projects Administration (WPA) l'aident , mais de vieilles luttes de discrimination sont ravivées entre Augusta Savage et les responsables de la WPA, qui s'opposent à ce qu'elle joue un rôle de leader.
Augusta Savage est l'une des quatre femmes et des deux seuls Afro-Américains à recevoir une commande du Board of Design pour figurer à l'exposition universelle de New York 1939-1940. Par cette commande, elle est chargée de créer une sculpture illustrant l'impact des Noirs sur la musique . Elle crée Lift Every Voice and Sing (également connue sous le nom de The Harp ), inspirée d'une chanson de James Weldon et J. Rosamond Johnson. La sculpture en plâtre de 16 pieds de haut se trouvait devant le Contemporary Arts Building  et recueille un succès public. C'est l'une des œuvres les plus populaires et les plus photographiées de la foire, de petits exemplaires souvenirs en métal sont vendus et de nombreuses cartes postales proposées. L'œuvre réinterprétait l'instrument de musique en mettant en scène 12 jeunes Afro-Américains chantant à des hauteurs graduées comme ses cordes, la caisse de résonance de la harpe étant transformée en un bras et une main. À l'avant, un jeune homme agenouillé offre de la musique dans ses mains. Augusta Savage n'ayant pas les fonds nécessaires pour faire couler l'œuvre en bronze ou pour la déplacer et la stocker, la sculpture est détruite à la fin de la foire.
Déçue et en proie à des difficultés financières, Savage s'installe en 1945 dans une ferme à Saugerties, dans l'État de New York,. À Saugerties, elle se met en retrait de la vie culturelle et artistique, et noue des liens étroits avec ses voisins, même si elle accueille sa famille et ses amis de New York dans sa maison rurale. Elle meurt en 1962.

## Apports et œuvres
Elle a lutté durant tout son parcours contre les discriminations et a contribué à ouvrir la voie aux artistes afro-américains, parfois au détriment de sa propre carrière artistique. Elle a également formé bien des artistes. Elle est devenue une personnalité légendaire du mouvement culturel de la Renaissance de Harlem, dans l'entre-deux-guerres.
Parmi ses œuvres, une des sculptures les plus connues est Gamin, réalisée en 1930. Elle représente un garçon afro-américain des rues de Harlem.

## Hommage
En 2013, son nom est donné à un cratère de Mercure.